# Ryōhei Nishiwaki
Ryōhei Nishiwaki (jap. 西脇 良平, Nishiwaki Ryōhei; * 1. August 1979 in der Präfektur Gifu) ist ein ehemaliger japanischer Fußballspieler.

## Karriere
Nishiwaki erlernte das Fußballspielen in der Jugendmannschaft von JEF United Ichihara. Seinen ersten Vertrag unterschrieb er 1997 bei den JEF United Ichihara. Der Verein spielte in der höchsten Liga des Landes, der J1 League. Für den Verein absolvierte er 12 Erstligaspiele. 2001 wechselte er zu Wacker Burghausen. 2002 wechselte er zum Zweitligisten Montedio Yamagata. Für den Verein absolvierte er 10 Spiele. Danach spielte er bei den Shizuoka FC und FC Gifu. Ende 2005 beendete er seine Karriere als Fußballspieler.

## Erfolge
JEF United Ichihara
- J.League Cup

Finalist: 1998